# Puchar Króla (2016/2017)
Puchar Króla 2016/2017 – 113. edycja Pucharu Króla. Rozgrywki rozpoczęły się 31 sierpnia 2016 i zakończyły się finałem rozgrywanym na Estadio Vicente Calderón w Madrycie 27 maja 2017. W finale spotkały się FC Barcelona i Deportivo Alavés. FC Barcelona obroniła tytuł z poprzedniego sezonu.

## Zakwalifikowane drużyny
Poniższe drużyny zakwalifikowały się do udziału w Pucharze Króla 2016/2017:
20 drużyn z Primera División (2015/2016):
| - Athletic Bilbao - Atlético Madryt - FC Barcelona - Celta Vigo - Deportivo La Coruña - SD Eibar - RCD Espanyol - Getafe CF - Granada CF - UD Las Palmas | - Levante UD - Málaga CF - Rayo Vallecano - Real Betis - Real Madryt - Real Sociedad - Sevilla FC - Sporting Gijón - Valencia CF - Villarreal CF |

21 zespołów z Segunda División (2015/2016):
| - Albacete Balompié - AD Alcorcón - UD Almería - Córdoba CF - Deportivo Alavés - Elche CF - Gimnàstic Tarragona - Girona FC - SD Huesca - CD Leganés - UE Llagostera | - CD Lugo - RCD Mallorca - CD Mirandés - CD Numancia - CA Osasuna - Real Oviedo - SD Ponferradina - CD Tenerife - Real Valladolid - Real Saragossa |

24 zespoły z Segunda División B (2015/2016). Zespoły z pięciu najlepszych miejsc z czterech grup (oprócz drużyn rezerw) oraz pięć drużyn z największą liczbą punktów (nie wliczając drużyn rezerw):
| - CD Alcoyano - Amorebieta - Arenas - Barakaldo - Burgos - Cádiz CF - Cartagena - Cornellà - Cultural Leonesa - Guijuelo - Hércules CF - Lleida Esportiu | - Lorca FC - Real Murcia - Racing Ferrol - Racing Santander - Real Unión - CF Reus Deportiu - Sestao River - Socuéllamos - CD Toledo - Tudelano - UCAM Murcia - UD Logroñés |

18 drużyn z Tercera División (2015/16). Zwycięzcy każdej z osiemnastu grup (oprócz drużyn rezerw):
| - Andorra - Atlético Cirbonero - Atlético Mancha Real - Atlético Saguntino - Atlético Sanluqueño - Boiro - Calahorra - Caudal - Conquense | - Extremadura UD - Formentera - Laredo - Lorca Deportiva - Prat - San Sebastián de los Reyes - Villa de Santa Brígida - Zamora - Zamudio |

## 1/16 finału
Pierwsze mecze rozgrywane były pomiędzy 26 października a 1 grudnia 2016 roku, natomiast rewanże pomiędzy 30 listopada a 22 grudnia 2016 roku.
| Drużyna 1                            | Wynik dwumeczu | Drużyna 2           | Pierwszy mecz | Drugi mecz  |
| ------------------------------------ | -------------- | ------------------- | ------------- | ----------- |
| CD Toledo                            | 1:4            | Villarreal CF       | 0:3           | 1:1         |
| Formentera                           | 2:14           | Sevilla FC          | 1:5           | 1:9         |
| Cultural Leonesa                     | 2:13           | Real Madryt         | 1:7           | 1:6         |
| Hércules CF                          | 1:8            | FC Barcelona        | 1:1           | 0:7         |
| Guijuelo                             | 1:10           | Atlético Madryt     | 0:6           | 1:4         |
| Racing Santander                     | 1:5            | Athletic Bilbao     | 1:2           | 0:3         |
| UCAM Murcia                          | 0:2            | Celta Vigo          | 0:1           | 0:1         |
| Córdoba CF                           | 6:3            | Málaga CF           | 2:0           | 4:3         |
| Real Valladolid                      | 2:4            | Real Sociedad       | 1:3           | 1:1         |
| SD Huesca                            | 3:4            | UD Las Palmas       | 2:2           | 1:2         |
| Gimnàstic Tarragona                  | 0:6            | Deportivo Alavés    | 0:3           | 0:3         |
| AD Alcorcón                          | 2:2 (k. 4:3)   | RCD Espanyol        | 1:1           | 1:1 (dogr.) |
| Sporting Gijón                       | 2:5            | SD Eibar            | 1:2           | 1:3         |
| Granada CF                           | 1:2            | CA Osasuna          | 1:0           | 0:2         |
| CD Leganés                           | 2:5            | Valencia CF         | 1:3           | 1:2         |
| Real Betis                           | 2:3            | Deportivo La Coruña | 1:0           | 1:3         |
| Po lewej gospodarz pierwszego meczu. |                |                     |               |             |

## 1/8 finału
Pierwsze mecze rozgrywane były pomiędzy 3 a 5 stycznia 2017 roku, natomiast rewanże pomiędzy 10 a 12 stycznia 2017 roku.
| Drużyna 1                            | Wynik dwumeczu | Drużyna 2        | Pierwszy mecz | Drugi mecz |
| ------------------------------------ | -------------- | ---------------- | ------------- | ---------- |
| UD Las Palmas                        | 1:4            | Atlético Madryt  | 0:3           | 1:1        |
| AD Alcorcón                          | 2:1            | Córdoba CF       | 0:0           | 2:1        |
| Athletic Bilbao                      | 3:4            | FC Barcelona     | 2:1           | 1:3        |
| Real Madryt                          | 6:3            | Sevilla FC       | 3:0           | 3:3        |
| Real Sociedad                        | 4:2            | Villarreal CF    | 3:1           | 1:1        |
| Deportivo La Coruña                  | 3:3 (br. wyj.) | Deportivo Alavés | 2:2           | 1:1        |
| Valencia CF                          | 2:6            | Celta Vigo       | 1:4           | 1:2        |
| CA Osasuna                           | 0:3            | SD Eibar         | 0:3           | 0:0        |
| Po lewej gospodarz pierwszego meczu. |                |                  |               |            |

### Pierwsze mecze
| 3 stycznia 2017 19:00 CET | Valencia CF · Parejo 58' (k.) | 1:4(0:3)Raport | Celta Vigo · 3' (k.) Aspas · 14' Bongonda · 19' Wass · 75' Guidetti | Estadio Mestalla, Walencja Widzów: 33 958 Sędzia: Xavier Estrada Fernández |
|                           |                               |                |                                                                     |                                                                            |

| 3 stycznia 2017 19:00 CET | CA Osasuna | 0:3(0:1)Raport | SD Eibar · 28' Nano · 75' Bébé · 90' Morales | Estadio El Sadar, Pampeluna Widzów: 12 651 Sędzia: José Luis González González |
|                           |            |                |                                              |                                                                                |

| 3 stycznia 2017 21:15 CET | UD Las Palmas | 0:2(0:1)Raport | Atlético Madryt · 23' Koke · 51' Griezmann | Estadio de Gran Canaria, Las Palmas Widzów: 26 032 Sędzia: Juan Martínez Munuera |
|                           |               |                |                                            |                                                                                  |

| 3 stycznia 2017 21:15 CET | Deportivo La Coruña · Gama 73' · Joselu 90+3' | 2:2(0:2)Raport | Deportivo Alavés · 3' Santos · 45' (k.) Méndez | Estadio Municipal de Riazor, A Coruña Widzów: 17 887 Sędzia: Alejandro Hernández Hernández |
|                           |                                               |                |                                                |                                                                                            |

| 4 stycznia 2017 19:00 CET | AD Alcorcón | 0:0(0:0)Raport | Córdoba CF | Estadio Municipal de Santo Domingo, Alcorcón Widzów: 1527 Sędzia: Eduardo Prieto Iglesias |
|                           |             |                |            |                                                                                           |

| 4 stycznia 2017 19:00 CET | Real Sociedad · Willian José 17' · Vela 33' · Oyarzabal 72' | 3:1(2:0)Raport | Villarreal CF · 77' Trigueros | Estadio Anoeta, San Sebastián Widzów: 16 414 Sędzia: Carlos Clos Gómez |
|                           |                                                             |                |                               |                                                                        |

| 4 stycznia 2017 21:15 CET | Real Madryt · Rodríguez 11', 44' (k.) · Varane 29' | 3:0(3:0)Raport | Sevilla FC | Estadio Santiago Bernabéu, Madryt Widzów: 78 969 Sędzia: Antonio Mateu Lahoz |
|                           |                                                    |                |            |                                                                              |

| 5 stycznia 2017 21:15 CET | Athletic Bilbao · Aduriz 25' · Williams 28' | 2:1(2:0)Raport | FC Barcelona · 52' Messi | San Mamés, Bilbao Widzów: 45 772 Sędzia: David Fernández Borbalán |
|                           |                                             |                |                          |                                                                   |

### Rewanże
| 10 stycznia 2017 21:15 CET | Atlético Madryt · Griezmann 49' · Correa 61' | 2:3(0:0)Raport | UD Las Palmas · 57', 89' Livaja · 90+3' García | Estadio Vicente Calderón, Madryt Widzów: 21 357 Sędzia: José María Martínez |
|                            |                                              |                |                                                |                                                                             |

| 11 stycznia 2017 19:00 CET | Córdoba CF · Piovaccari 9' | 1:2(1:0)Raport | AD Alcorcón · 51' Rodríguez · 68' Alejo | Estadio Nuevo Arcángel, Kordoba Widzów: 10 110 Sędzia: Javier Alberola Rojas |
|                            |                            |                |                                         |                                                                              |

| 11 stycznia 2017 19:00 CET | Villarreal CF · Soriano 45' | 1:1(1:1)Raport | Real Sociedad · 15' Oyarzabal | El Madrigal, Villarreal Widzów: 14 298 Sędzia: David Fernández Borbalán |
|                            |                             |                |                               |                                                                         |

| 11 stycznia 2017 19:00 CET | Deportivo Alavés · Méndez 45' | 1:1(1:0)Raport | Deportivo La Coruña · 62' Arribas | Estadio de Mendizorroza, Vitoria Widzów: 16 765 Sędzia: Xavier Estrada Fernández |
|                            |                               |                |                                   |                                                                                  |

| 11 stycznia 2017 21:15 CET | FC Barcelona · L. Suárez 35' · Neymar 48' (k.) · Messi 78' | 3:1(1:0)Raport | Athletic Bilbao · 51' Saborit | Camp Nou, Barcelona Widzów: 71 455 Sędzia: Jesús Gil Manzano |
|                            |                                                            |                |                               |                                                              |

| 12 stycznia 2017 19:00 CET | Celta Vigo · Rossi 61' · Sisto 90+3' | 2:1(0:0)Raport | Valencia CF · 63' Araújo | Estadio Balaídos, Vigo Widzów: 9970 Sędzia: Alejandro Hernández Hernández |
|                            |                                      |                |                          |                                                                           |

| 12 stycznia 2017 19:00 CET | SD Eibar | 0:0(0:0)Raport | CA Osasuna | Estadio Municipal de Ipurua, Eibar Widzów: 3627 Sędzia: Santiago Jaime Latre |
|                            |          |                |            |                                                                              |

| 12 stycznia 2017 21:15 CET | Sevilla FC · Danilo 10' (sam.) · Jovetić 53' · Iborra 77' | 3:3(1:0)Raport | Real Madryt · 48' Asensio · 83' (k.) Ramos · 90+3' Benzema | Estadio Ramón Sánchez Pizjuán, Sewilla Widzów: 36 943 Sędzia: Alberto Undiano Mallenco |
|                            |                                                           |                |                                                            |                                                                                        |

## 1/4 finału
Pierwsze mecze rozgrywane były 18 i 19 stycznia 2017 roku, natomiast rewanże pomiędzy 24 a 26 stycznia 2017 roku.
| Drużyna 1                            | Wynik dwumeczu | Drużyna 2        | Pierwszy mecz | Drugi mecz |
| ------------------------------------ | -------------- | ---------------- | ------------- | ---------- |
| Real Sociedad                        | 2:6            | FC Barcelona     | 0:1           | 2:5        |
| AD Alcorcón                          | 0:2            | Deportivo Alavés | 0:2           | 0:0        |
| Atlético Madryt                      | 5:2            | SD Eibar         | 3:0           | 2:2        |
| Real Madryt                          | 3:4            | Celta Vigo       | 1:2           | 2:2        |
| Po lewej gospodarz pierwszego meczu. |                |                  |               |            |

### Pierwsze mecze
| 18 stycznia 2017 19:15 CET | AD Alcorcón | 0:2(0:0)Raport | Deportivo Alavés · 90', 90+4' Gómez | Estadio Municipal de Santo Domingo, Alcorcón Widzów: 33 958 Sędzia: Alfonso Javier Izquierdo |
|                            |             |                |                                     |                                                                                              |

| 18 stycznia 2017 21:15 CET | Real Madryt · Marcelo 69' | 1:2(0:0)Raport | Celta Vigo · 64' Aspas · 70' Jonny | Estadio Santiago Bernabéu, Madryt Widzów: 58 196 Sędzia: David Fernández Borbalán |
|                            |                           |                |                                    |                                                                                   |

| 19 stycznia 2017 19:15 CET | Atlético Madryt · Griezmann 28' · Correa 60' · Gameiro 68' | 3:0(1:0)Raport | SD Eibar | Estadio Vicente Calderón, Madryt Widzów: 24 826 Sędzia: Antonio Mateu Lahoz |
|                            |                                                            |                |          |                                                                             |

| 19 stycznia 2017 21:15 CET | Real Sociedad | 0:1(0:1)Raport | FC Barcelona · 21' (k.) Neymar | Estadio Anoeta, San Sebastián Widzów: 28 461 Sędzia: José Luis González González |
|                            |               |                |                                |                                                                                  |

### Rewanże
| 24 stycznia 2017 21:15 CET | Deportivo Alavés | 0:0(0:0)Raport | AD Alcorcón | Estadio de Mendizorroza, Vitoria Widzów: 11 287 Sędzia: Ignacio Iglesias Villanueva |
|                            |                  |                |             |                                                                                     |

| 25 stycznia 2017 19:15 CET | SD Eibar · Enrich 73' · León 80' | 2:2(0:0)Raport | Atlético Madryt · 49' Giménez · 85' Juanfran | Estadio Municipal de Ipurua, Eibar Widzów: 4000 Sędzia: Santiago Jaime Latre |
|                            |                                  |                |                                              |                                                                              |

| 25 stycznia 2017 21:15 CET | Celta Vigo · Danilo 44' (sam.) · Wass 85' | 2:2(1:0)Raport | Real Madryt · 62' Ronaldo · 90' Vázquez | Estadio Balaídos, Vigo Widzów: 23 491 Sędzia: José María Martínez |
|                            |                                           |                |                                         |                                                                   |

| 26 stycznia 2017 21:15 CET | FC Barcelona · D. Suárez 17', 82' · Messi 55' (k.) · L. Suárez 63' · Turan 80' | 5:2(1:0)Raport | Real Sociedad · 62' Juanmi · 73' Willian José | Camp Nou, Barcelona Widzów: 58 560 Sędzia: Juan Martínez Munuera |
|                            |                                                                                |                |                                               |                                                                  |

## 1/2 finału
Pierwsze mecze rozgrywane były 1 i 2 lutego 2017 roku, natomiast rewanże 7 i 8 lutego 2017 roku.
| Drużyna 1                            | Wynik dwumeczu | Drużyna 2        | Pierwszy mecz | Drugi mecz |
| ------------------------------------ | -------------- | ---------------- | ------------- | ---------- |
| Celta Vigo                           | 0:1            | Deportivo Alavés | 0:0           | 0:1        |
| Atlético Madryt                      | 2:3            | FC Barcelona     | 1:2           | 1:1        |
| Po lewej gospodarz pierwszego meczu. |                |                  |               |            |

### Pierwsze mecze
| 1 lutego 2017 21:00 CET | Atlético Madryt · Griezmann 59' | 1:2(0:2)Raport | FC Barcelona · 7' L. Suárez · 33' Messi | Estadio Vicente Calderón, Madryt Widzów: 48 214 Sędzia: Ricardo de Burgos Bengoetxea |
|                         |                                 |                |                                         |                                                                                      |

| 2 lutego 2017 21:00 CET | Celta Vigo | 0:0(0:0)Raport | Deportivo Alavés | Estadio Balaídos, Vigo Widzów: 18 989 Sędzia: José Luis González González |
|                         |            |                |                  |                                                                           |

### Rewanże
| 7 lutego 2017 21:00 CET | FC Barcelona · L. Suárez 43' | 1:1(1:0)Raport | Atlético Madryt · 83' Gameiro | Camp Nou, Barcelona Widzów: 67 734 Sędzia: Jesús Gil Manzano |
|                         |                              |                |                               |                                                              |

| 8 lutego 2017 21:00 CET | Deportivo Alavés · Méndez 82' | 1:0(0:0)Raport | Celta Vigo | Estadio de Mendizorroza, Vitoria Widzów: 19 307 Sędzia: Antonio Mateu Lahoz |
|                         |                               |                |            |                                                                             |

## Finał
| 27 maja 2017 21:30 CET | FC Barcelona · Messi 30' · Neymar 45' · Alcácer 45+3' | 3:1(3:1)Raport | Deportivo Alavés · 33' Hernández | Estadio Vicente Calderón, Madryt Widzów: 45 000 Sędzia: Carlos Clos Gómez |
|                        |                                                       |                |                                  |                                                                           |

| FC Barcelona | Deportivo Alavés |

|              | 13 | Jasper Cillessen      |     |     |
|              | 14 | Javier Mascherano     |     | 11' |
|              | 3  | Gerard Piqué          |     |     |
|              | 23 | Samuel Umtiti         | 42' |     |
|              | 18 | Jordi Alba            |     |     |
|              | 4  | Ivan Rakitić          |     | 83' |
|              | 5  | Sergio Busquets       |     |     |
|              | 8  | Andrés Iniesta (c)    | 76' |     |
|              | 10 | Lionel Messi          | 76' |     |
|              | 17 | Paco Alcácer          |     |     |
|              | 11 | Neymar                |     |     |
| Zmiany:      |    |                       |     |     |
|              | 1  | Marc-André ter Stegen |     |     |
|              | 19 | Lucas Digne           |     |     |
|              | 22 | Aleix Vidal           |     | 83' |
|              | 33 | Marlon Santos         |     |     |
|              | 6  | Denis Suárez          |     |     |
|              | 7  | Arda Turan            |     |     |
|              | 21 | André Gomes           |     | 11' |
| Trener:      |    |                       |     |     |
| Luis Enrique |    |                       |     |     |

|                     | 1  | Fernando Pacheco  |     |     |
|                     | 21 | Francisco Femenía |     |     |
|                     | 22 | Carlos Vigaray    |     |     |
|                     | 2  | Rodrigo Ely       | 49' |     |
|                     | 24 | Zouhair Feddal    |     |     |
|                     | 15 | Theo Hernández    |     | 79' |
|                     | 17 | Édgar Méndez      | 16' | 59' |
|                     | 6  | Marcos Llorente   |     |     |
|                     | 19 | Manuel García (c) | 39' |     |
|                     | 11 | Ibai Gómez        |     | 60' |
|                     | 20 | Deyverson         | 88' |     |
| Zmiany:             |    |                   |     |     |
|                     | 13 | Adrián Ortolá     |     |     |
|                     | 4  | Alexis Ruano      |     |     |
|                     | 8  | Víctor Camarasa   |     | 59' |
|                     | 10 | Óscar Romero      |     | 79' |
|                     | 16 | Daniel Torres     |     |     |
|                     | 18 | Gaizka Toquero    |     |     |
|                     | 7  | Rubén Sobrino     | 76' | 60' |
| Trener:             |    |                   |     |     |
| Mauricio Pellegrino |    |                   |     |     |

| Puchar Króla 2016–17 Zwycięzcy |
| ------------------------------ |
| FC Barcelona 29. Tytuł         |

## Strzelcy
| Zawodnik            | Liczba goli | Drużyna          |
| ------------------- | ----------- | ---------------- |
| Wissam Ben Yedder   | 5           | Sevilla FC       |
| Lionel Messi        | 5           | FC Barcelona     |
| Ángel Correa        | 4           | Atlético Madryt  |
| Édgar Méndez        | 4           | Deportivo Alavés |
| Antoine Griezmann   | 4           | Atlético Madryt  |
| Juanmi Jiménez      | 4           | Real Sociedad    |
| Mariano Díaz        | 4           | Real Madryt      |
| Federico Piovaccari | 4           | Córdoba CF       |
| Luis Suárez         | 4           | FC Barcelona     |
| Arda Turan          | 4           | FC Barcelona     |
| Ander Vitoria       | 3           | Barakaldo        |